# توني سكوت (مغني)
توني سكوت (بالهولندية: Tony Scott) هو مغني هولندي، ولد في 2 أكتوبر 1971 في سورينام.

## وصلات خارجية
- توني سكوت على موقع IMDb (الإنجليزية)
- توني سكوت على موقع ميوزك برينز (الإنجليزية)
- توني سكوت على موقع ديسكوغز (الإنجليزية)